# Viskafors landskommun
Viskafors landskommun var en tidigare kommun i dåvarande Älvsborgs län.

## Administrativ historik
Kommunerna Kinnarumma och Seglora förblev opåverkade av den riksomfattande kommunreformen 1952. När denna reform höll på att utvärderas och 1959 års indelningssakkunninga hade inlett sitt arbete med att förbereda nästa kommunreform så lades de samman 1 januari 1961 och bildade Viskafors kommun, med namn efter tätorten Viskafors. Den nya kommunen hade 5 375 invånare (enligt folkräkningen den 1 november 1960), varav 3 065 invånare i Kinnarumma församling och 2 310 i Seglora församling.
Den 1 januari 1969 överfördes från Viskafors landskommun och Seglora församling till Kinna köping och Kinna församling ett område med 483 invånare och omfattande en areal av 2,61, varav 2,60 land. I området ingick hela tätorten Rydal.
Sedan år 1974 ingår området i Borås kommun.
Kommunkoden var 1538

### Kyrklig tillhörighet
I kyrkligt hänseende tillhörde landskommunen församlingarna Kinnarumma och Seglora.

## Kommunvapnet
Blasonering: I grönt fält ett vingdon av guld.
Vapnet, som fastställts 1952 för Kinnarumma landskommun övertogs 1961 av den nya kommunen utan särskilt beslut.

## Geografi
Viskafors landskommun omfattade den 1 januari 1961 en areal av 223,29 km², varav 211,88 km² land.

### Tätorter i kommunen 1960
| Tätort    | Folkmängd |
| --------- | --------- |
| Viskafors | 2 492     |
| Rydal     | 497       |
| Rydboholm | 612       |

Tätortsgraden i kommunen var den 1 november 1960 67,0 procent.

## Politik

### Mandatfördelning i valen 1962-1970
|  | 23 | 5 | 2 | 4 |

| 29 | 6 |

|  | 20 | 8 | 2 | 4 |

| 30 | 5 |

|  | 19 | 10 | 2 | 3 |

| 28 | 7 |